# Nen salvatge
Un nen o una nena salvatge o feral és una persona que ha viscut allunyada de la societat durant un llarg període de la seva infància. Aquesta categoria inclou des de persones que no han tingut cap mena de contacte amb éssers humans durant anys, o infants que han estat confinats en llocs on només se'ls alimentava. S'han conegut pocs casos, però han estat molt estudiats pel seu interès sociològic, mèdic i lingüístic. El terme feral prové del llatí ferālis ('feroç, letal').

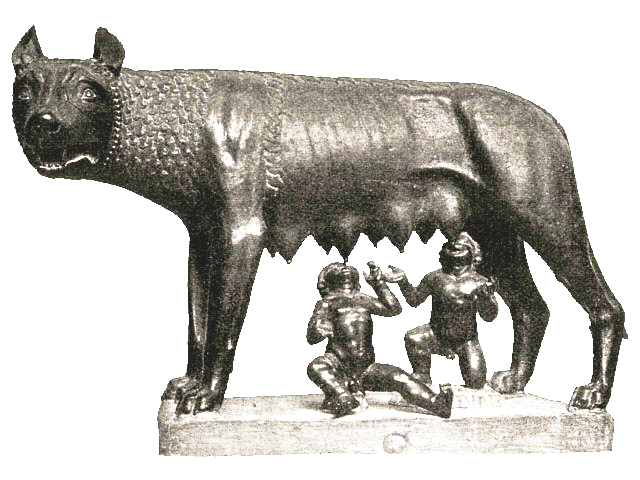
Ròmul i Rem

## Abandonats a la natura
Filòsofs com Rousseau i Kant suposaven l'existència de persones així i Carl von Linné, en la seva obra Systema Naturae, explicava les seves tres característiques principals: hirsutisme, impossibilitat de parlar i dificultat per a caminar drets de manera permanent. Aquests infants mostren insensibilitat al fred i la calor, disposen de visió nocturna i un sentit de l'olfacte molt desenvolupat; imiten sons d'animals i prefereixen la seva companyia en comptes de la humana; oloren el menjar que volen ingerir, dormen des del capvespre fins que surt el sol, d'acord amb les estacions; i semblen ser sexualment indiferents. Tanmateix, aquestes característiques depenen del moment en què els abandonin i els trobin i el grau d'interacció amb animals i amb persones durant el període al marge de la societat.

### Criats per animals
Hi ha registre d'infants criats presumptament per animals, sobretot per llops, tot i que també per ossos, micos o gaseles. Al llarg de la literatura, ens trobem amb moltes referències a aquest fenomen, des del cas de la lloba que va alletar Ròmul i Rem, fundadors de Roma segons la mitologia, fins a la història de Tarzan d'Edgar Rice Burroughs o de Mowgli en El llibre de la selva de Rudyard Kipling. Un dels casos reals més interessants fou el de les nenes llobes Amala i Kamala, que foren criades per una rajada de llops prop de Midnapur, Índia. Sembla que no eren germanes i que varen ser acollides per la rajada en dos moments diferents, dormien arraulides totes juntes, udolaven, necessitaven estar amb gossos per menjar bé (sobretot carn crua), es treien amb mossegades la roba que els posaven, tenien hàbits nocturns, visió en la foscor i un olfacte extraordinari, i serioses dificultats per a aprendre a parlar i caminar dretes.

#### Victor Von Aveyron
Un dels casos més sonats de "Nen Salvatge" és el de Victor Von Aveyron. Aquest cas va inspirar el film "L'Enfant Sauvage" de François Truffaut.
A finals del segle XVIII, als boscos de Lacaune, prop dels Pirineus, dos caçadors van trobar un nen completament nu, al qual van aconseguir capturar i deixar al càrrec d'una vídua en una cabana propera. Aquest nen, que aparentava tenir entre onze i dotze anys, ja havia sigut vist abans a la zona de Tarn recollint glans i buscant tubercles per sobreviure. Després d'una breu estada, el nen va aconseguir escapar i va tornar a les muntanyes, on va haver d'afrontar un hivern dur amb roba insuficient. S'amagava a les nits i ocasionalment s'apropava a pobles propers, la qual cosa eventualment va portar a la seva captura i trasllat a un orfenat a Rodez.
La notícia d'aquest nen salvatge, conegut com "el salvatge d'Aveyron", es va propagar ràpidament a França després de la Revolució Francesa. El seu cas va plantejar un debat sobre la moralitat i les capacitats humanes, amb dues tesis oposades: podria aquest nen créixer privat de contacte social i mancar de sentit moral, o posseiria una bondat innata? 
El nen va ser traslladat a París el 1800, on s'esperava que el seu estudi pogués donar informació sobre la ment humana.
El debat sobre la seva naturalesa moral es va mantenir durant la seva estada a París. Philippe Pinel, un destacat expert en salut mental, el va considerar un deficient mental incurable, mentre que el jove metge Jean-Marc Gaspard Itard creia en la possibilitat d'educar-lo. Itard va elaborar un programa de tractament i educació, i les seves observacions detallades es van publicar en dos informes el 1801 i el 1806. Malgrat les millores en l'estat físic del nen i la seva sociabilitat, Víctor no va aconseguir aprendre a parlar ni a comportar-se de manera "civilitzada".
El Ministeri de l'Interior va proporcionar cura contínua per a Víctor, però la seva situació no va millorar significativament. Víctor d'Aveyron va morir el 1828 a causa d'una pneumònia, a l'edat d'aproximadament 40 anys. La seva vida i la seva educació van ser immortalitzades a la pel·lícula "L'Enfant Sauvage" de François Truffaut, i la seva història continua sent un punt de referència en la comprensió de la naturalesa humana i l'impacte de l'aïllament social en el desenvolupament de qualsevol persona i sobretot dels nens.

### Aïllats
També s'han trobat casos en els quals els infants han sobreviscut sols en la natura. Cal destacar la troballa el 1799 de Víctor d'Aveyron, França. El metge i pedagog Jean Marc Gaspard Itard va voler vincular-lo a la vida social despertant la sensibilitat dels seus sentits i ampliant el seu horitzó de necessitats i relacions. Totes les seves investigacions varen ser ben vistes per la comunitat científica i filosòfica, ja que podien respondre a moltes preguntes sobre com som realment: si és cert que tenim idees innates i si realment l'humà és social per naturalesa; però, en canvi, els resultats pràctics foren pràcticament nuls, perquè Itard va continuar la seva tasca pedagògica amb persones afectades per deficiències físiques i mentals, amb caràcter pioner. El cineasta François Truffaut va realitzar una pel·lícula sobre aquest tema: L'infant salvatge, del 1969.

## Confinats
En aquests casos, uns altres éssers humans són els responsables directes de l'aïllament. Una deficiència intel·lectual greu dels pares o la seva inhabilitat física poden fer que no es facin càrrec dels seus fills, encara que moltes vegades pares o tutors d'aquests infants semblin no tenir cap mena de malaltia. Un dels casos més coneguts és el de Genie, una nena californiana trobada el 1970 en condicions terribles d'aïllament. Els estudis amb ella varen servir per a conèixer millor el desenvolupament del llenguatge humà. Un altre cas conegut és el de Kaspar Hauser de Nuremberg, Alemanya; un nen trobat el 1828 que havia viscut encadenat en un forat. Quan tenia 16 anys mostrava una conducta totalment pueril i amb problemes d'enteniment, contestava a totes les preguntes que se li feien amb un woiß nit (no ho sé). Hi ha una pel·lícula basada en la història d'aquest noi: L'enigma de Kaspar Hauser de Werner Herzog, 1974. També hi ha una pel·lícula sobre aquest tipus de persones, encara que no està basada en la vida de cap en concret: Nell (1994), protagonitzada per Jodie Foster i Liam Neeson i dirigida per Michael Apted.

## Reinserció
Si l'aïllament passa en una edat molt primerenca de la seva vida, i la seva trobada molt tard, és molt difícil integrar aquestes persones en la societat. Per això, a partir de la manca de contacte amb altres éssers humans, i pel tracte vexatori que pateixen, la seva educació és molt complexa i molt frustrant per als professionals que s'encarreguen de la seva reinserció i per als tutors que els acullen. Acostumen a passar d'una llar adoptiva a una altra i és freqüent que morin joves.

## Casos observats
- Els "nens llops" hessians (1341-1344).
- El nen de Bamberg, que va créixer entre el bestiar (finals del segle xvi).
- Hans de Liege, el nen irlandès criat per ovelles.
- Els tres "nens ossos" lituans (1657, 1669, 1694).
- La nena d'Oranienburg (1717).
- Els dos nens pirensos (1719).
- La nena de Songi, a Champagne (1731).
- La nena ossa hongaresa (1767)
- L'home salvatge de Cronstadt (finals del segle xviii).
- Víctor d'Aveyron (1797).
- Kaspar Hauser (principis del segle xix).
- Kamala (4) i Amala (1), nenes criades per llops, trobades a la regió de Calcuta (1920).
- Marcos Rodríguez Pantoja, abandonat a serra Bruna (Espanya) i trobat el 1965 després de dotze anys vivint amb llops i altres animals.
- La nena ucraïnesa Oxana Malaya, que fou criada per gossos fins a l'edat dels 8 anys (dècada dels noranta).
- Andrei, un nen de 7 anys criat per un gos pigall a la regió d'Altai, al sud de Sibèria, descobert el juliol de 2004.
- Sunjit Kumar, de Fiji, criat per gallines (trobat el 2005).
- Rochom P'ngieng, nena perduda a Cambodja i trobada el 2007.